# AFC Challenge Cup 2010/Qualifikation
Auch für die dritte Ausgabe des AFC Challenge Cups wurde eine Qualifikation für die Endrunde ausgetragen.
Die Malediven, die in der regulären Qualifikation zur Asienmeisterschaft bereits in der ersten Runde ausschieden, nahmen diesmal an der Qualifikation teil.

## Vorqualifikation
Die Mannschaften der Mongolei und Macaus spielten in der ersten Runde um den Einzug in die Gruppenphase der Qualifikation. Das Hinspiel am 7. April in Macau gewann Macau 2:0, das Rückspiel am 14. April in Ulaanbaatar gewann die Mongolei 3:1. Durch die Auswärtstor-Regel qualifizierte sich damit Macau.
| Datum          |          | Ergebnis  |          |
| -------------- | -------- | --------- | -------- |
| 7. April 2009  | Macau    | 2:0       | Mongolei |
| 14. April 2009 | Mongolei | 3:1       | Macau    |
| Gesamt:        | Macau    | (a)3:3(a) | Mongolei |

## Gruppenphase
In der Gruppenphase traten 16 Mannschaften in vier Gruppen zu je vier Mannschaften gegeneinander an. Die Gruppensieger und der beste Gruppenzweite qualifizierten sich für die Endrunde. Titelverteidiger und Gastgeber Indien, Tadschikistan und Nordkorea waren bereits für die Endrunde qualifiziert.
Die Auslosung der Gruppenphase am 28. Januar 2009 ergab folgende Gruppen:
- Gruppe A: Myanmar, Kambodscha, Bangladesch, Macau
- Gruppe B: Turkmenistan, Philippinen, Bhutan, Malediven
- Gruppe C: Nepal, Afghanistan, Kirgisistan, Palästina
- Gruppe D: Sri Lanka, Pakistan, Chinese Taipei, Brunei

### Gruppe A
alle Spiele im Bangabandhu National Stadium, Dhaka, Bangladesch
| Pl. | Land        | Sp. | S | U | N | Tore    | Diff. | Punkte |
| --- | ----------- | --- | - | - | - | ------- | ----- | ------ |
| 1.  | Myanmar     | 3   | 3 | 0 | 0 | 007:100 | +6    | 09     |
| 2.  | Bangladesch | 3   | 2 | 0 | 1 | 005:200 | +3    | 06     |
| 3.  | Kambodscha  | 3   | 1 | 0 | 2 | 002:300 | −1    | 03     |
| 4.  | Macau       | 3   | 0 | 0 | 3 | 001:900 | −8    | 0      |

| 26. April 2009 |  | Myanmar    | – | Macau       | 4:0 |
| 26. April 2009 |  | Kambodscha | – | Bangladesch | 0:1 |
| 28. April 2009 |  | Macau      | – | Kambodscha  | 1:2 |

### Gruppe B
alle Spiele im Rasmee-Dhandu-Stadion, Malé, Malediven
| Pl. | Land         | Sp. | S | U | N | Tore    | Diff. | Punkte |
| --- | ------------ | --- | - | - | - | ------- | ----- | ------ |
| 1.  | Turkmenistan | 3   | 3 | 0 | 0 | 015:100 | +14   | 09     |
| 2.  | Malediven    | 3   | 2 | 0 | 1 | 009:500 | +4    | 06     |
| 3.  | Philippinen  | 3   | 0 | 3 | 0 | 003:800 | −5    | 03     |
| 4.  | Bhutan       | 3   | 0 | 0 | 3 | 000:130 | −13   | 0      |

| 14. April 2009 |  | Turkmenistan | – | Malediven   | 3:1 |
| 14. April 2009 |  | Philippinen  | – | Bhutan      | 1:0 |
| 16. April 2009 |  | Malediven    | – | Philippinen | 3:2 |

### Gruppe C
alle Spiele im Dasarath Rangasala Stadium, Kathmandu, Nepal
Afghanistan zog seine Teilnahme am 24. März 2009 zurück.
| Pl. | Land        | Sp. | S | U | N | Tore    | Diff. | Punkte |
| --- | ----------- | --- | - | - | - | ------- | ----- | ------ |
| 1. | Kirgisistan | 2   | 0 | 2 | 0 | 002:200 | ±0    | 02     |
| 2. | Nepal       | 2   | 0 | 2 | 0 | 001:100 | ±0    | 02     |
| 3. | Palästina   | 2   | 0 | 2 | 0 | 001:100 | ±0    | 02     |
| Nepal wurde vor Palästina Gruppenzweiter. Wegen der Punkt- und Torgleichheit und des Remis im direkten Aufeinandertreffen kam die Fair-Play-Wertung zum Einsatz. Nepal hatte in den beiden Spielen insgesamt eine gelbe Karte erhalten, Palästina drei, deshalb wurde Nepal in der Tabelle vor Palästina gesetzt. |             |     |   |   |   |         |       |        |

| 26. März 2009 |  | Nepal       | – | Palästina | 0:0 |
| 28. März 2009 |  | Kirgisistan | – | Nepal     | 1:1 |
| 30. März 2009 |  | Kirgisistan | – | Palästina | 1:1 |

### Gruppe D
alle Spiele im Sugathadasa-Stadion, Colombo, Sri Lanka
| Pl. | Land              | Sp. | S | U | N | Tore    | Diff. | Punkte |
| --- | ----------------- | --- | - | - | - | ------- | ----- | ------ |
| 1.  | Sri Lanka         | 3   | 2 | 1 | 0 | 009:400 | +5    | 07     |
| 2.  | Pakistan          | 3   | 1 | 2 | 0 | 009:300 | +6    | 05     |
| 3.  | Chinesisch Taipeh | 3   | 1 | 1 | 1 | 007:300 | +4    | 04     |
| 4.  | Brunei            | 3   | 0 | 0 | 3 | 001:160 | −15   | 0      |

| 4. April 2009 |  | Sri Lanka      | – | Brunei   | 5:1 |
| 4. April 2009 |  | Chinese Taipei | – | Pakistan | 1:1 |
| 6. April 2009 |  | Brunei         | – | Pakistan | 0:6 |

### Ermittlung des besten Gruppenzweiten
Wegen des Rückzugs von Afghanistan in Gruppe C hatte Nepal im Gegensatz zu den anderen Gruppenzweiten nur zwei Spiele absolviert. Um die Mannschaften vergleichen zu können, wurden deshalb auch bei den anderen Gruppenzweiten nur zwei Spiele gewertet, nämlich die gegen den Erst- und gegen den Drittplatzierten der jeweiligen Gruppe. Die Spiele gegen den Viertplatzierten wurden nicht gewertet. Demnach ergab sich folgende Tabelle:
| Pl. | Land        | Sp. | S | U | N | Tore    | Diff. | Punkte |
| --- | ----------- | --- | - | - | - | ------- | ----- | ------ |
| 1.  | Bangladesch | 2   | 1 | 0 | 1 | 002:200 | ±0    | 03     |
| 2.  | Malediven   | 2   | 1 | 0 | 1 | 004:500 | −1    | 03     |
| 3.  | Pakistan    | 2   | 0 | 2 | 0 | 003:300 | ±0    | 02     |
| 4.  | Nepal       | 2   | 0 | 2 | 0 | 001:100 | ±0    | 02     |